# Tracey Moffatt
Tracey Moffatt (Brisbane, Australia, 12 de noviembre de 1960) es una artista australiana de arte contemporáneo que principalmente utiliza la fotografía y el vídeo. En 2017 representó a Australia en la 57.a Bienal de Venecia con una exposición individual titulada "My Horizont". Sus trabajos están representados en las colecciones de la Tate de Londres, Museo de Arte Contemporáneo de Los Ángeles, Galería Nacional de Australia, Galería de Arte de Australia del Sur y Galería de Arte de Nueva Gales del Sur. Es reconocida por sus trabajos fotográficos, aunque Moffatt ha creado y producido numerosas películas documentales y vídeos. Su trabajo a menudo está enfocado en personas aborígenes australianas y la manera en que son entendidos cultural y socialmente. Reside en Sídney y Nueva York.

## Educación
Nació en Brisbane, Australia, en 1960, realizó un grado en comunicaciones visuales de la Universidad Queensland College of Art graduándose en 1982, y se doctoró en 2004.

## Primeros trabajos
Moffatt realizó su primer cortometraje en 1987: "Nice Coloured Girls", que es una historia de 16 minutos de tres mujeres aborígenes jóvenes cuando van a divertirse al distrito de entretenimiento King Cross de Sídney, donde presenta acotadamente la opresión histórica de las mujeres Indígenas por los hombres blancos.
Something More (1989), encargada por el Murray Art Museum Albury y filmada en Link Studios en Wodonga, es una serie fotográfica compuesta por seis impresiones en colores vibrantes de Cibachrome y tres impresiones en blanco y negro. Es una serie de fotografías ahora icónica que generó la primera atención pública generalizada de Moffatt, cada una de las series toma prestado del lenguaje cinematográfico para construir lo que se describe como "una narrativa enigmática de una mujer joven que busca más en la vida que las circunstancias de su violenta crianza rural". Night Cries (1989-1990) es una de las películas más conocidas de Moffatt. Inspirada en la película clásica australiana de 1955 Jedda, y con una estética similar a Something More, cuenta la historia de una aborigen obligada a cuidar de su anciana madre blanca.

## La década de 1990
Las series fotográficas de Moffatt tales como los trabajos "Pet Thang" (1991) y Laudanum (1998) regresó a los temas de Something More explorando referencias mixtas y a veces oscuras a asuntos de sexualidad, historia, representación y raza. Otra serie de imágenes, notable es Scarred for Life (1994) y Scarred for Life II (1999) donde otra vez abordó estos temas en referencia al fotoperiodismo y ensayos fotográficos para la revista Life acompañada por instantáneas.
Su trabajo sufre cambios en la década siguiente, Moffatt empezó a explorar narrativas de encuadres más góticos. En su obra Up in the Sky (1998) de nuevo utilizó una narrativa secuencial pero en vez de utilizar escenarios de fantasía, construye una historia que preocupa a los australianos sobre "generación robada", los niños indígenas robados a sus familias y reubicados a la fuerza, bajo políticas del gobierno, en poblaciones del interior de Queensland. En su obra Like Something More, Up in the sky empleó el tema de la raza y la violencia, mostrando un conjunto narrativo con un telón de fondo de una ciudad remota, ‘un sitio en ruinas' y la devastación poblada por inadaptados y personajes menores. Es una de las series fotográficas más grande de Moffatt, toma sus ideas visuales del cine modernista italiano Accattone (1961) por Pier Paolo Pasolini. De este trabajo Moffatt declaró: "mi trabajo está lleno de emoción y drama, mis narrativas son normalmente muy sencillas, pero las retuerzo … hay un guion, pero … no hay un principio, medio y un final tradicionales."'

## Los 2000
En 2000, el trabajo de Moffatt junto con otros artistas indígenas australianos, se exhibió en el prestigioso Museo Hermitage de Rusia. La exposición obtuvo un reconocimiento positivo de  los críticos rusos, uno de ellos escribió: 

Esta es una exposición de arte contemporáneo, no en el sentido de que se hizo recientemente, sino que se basa en la mentalidad, la tecnología y la filosofía del arte radical de los últimos tiempos. Nadie, aparte de los Aborígenes de Australia, ha logrado exhibir este tipo de arte en el Hermitage.

El trabajo de Moffatt desde entonces, 2000, ha devenido más explícitamente preocupada por la fama y la celebridad. Sus series Fourth (2001) utilizó imágenes de deportistas de las Olimpiadas de Verano del año 2000 que participaron en varias competiciones, buscando subrayar el sentimiento de fracaso del deportista que queda en cuarto lugar.
En 2003 Moffatt nombrada en la revista Australian Art Collector como una artista más coleccionable entre los 50 países.
Adventure Series (2004) es de Moffatt la serie de fantasía que utiliza paredes pintadas, trajes y modelos (incluyéndose así misma) para recrear una telenovela dramática de doctores, enfermeros y pilotos en un encuadre tropical. Under The Sign of Scorpio(2005) es una serie 40 imágenes en las que la artista selecciona las mujeres famosas nacidas – como ella misma – bajo los signos del zodíaco y de escorpio. La serie reitera los intereses actuales del artista en celebridad, alterna personas y construyó realidades. Moffatt 2007, la serie Portraits explora la idea de 'celebridad' entre personas en su círculo social inmediato – miembros familiares, artistas amigos, su galerista – a través de sus caras glamorosas utilizando tecnología de ordenador, en encuadres repetitivos y colores brillantes.
En 2008 Moffatt hizo su primera exposición individual en la Dia Art Foundation en New York en los Estados Unidos, presentando la serie de fotográfica Up in the Sky (1997).

En 2017 Moffatt estuvo seleccionada para representar a Australia en la Bienal de Venecia con su exposición individual "My Horizon", la cual estuvo comisariada por Natalie King. La exposición constó de dos vídeos,The White Ghosts Sailed In and Vigil, y dos series fotográficas Body Remembers and Passage. My Horizon aborda los problemas del colonialismo e imperialismo en Australia y cómo afecta a la población indígena. Este bienal es la primera vez desde 1997 que Australia ha sido representada por una artista indígena.
Se trata de una exposición de arte contemporáneo, no en el sentido de que se hizo recientemente, sino en el sentido de que se enmarca en la mentalidad, tecnología y filosofía del arte radical de los tiempos más recientes. Nadie, salvo los aborígenes de Australia, ha logrado exhibir tal arte en el Hermitage. 
El trabajo de Moffatt desde 2000 se ha retirado de lugares y temas específicos y se ha preocupado más explícitamente por la fama y la celebridad. Su serie Fourth (2001) usó imágenes de deportistas de los Juegos Olímpicos de Verano de 2000 que ocuparon el cuarto lugar en sus diversas competiciones. Buscando subrayar su condición de forasteros, las imágenes son tratadas de modo que solo se resalte el innovador cuarto titular.
2003 vio a Moffatt nombrado por la revista Australian Art Collector como uno de los 50 artistas más coleccionables del país. 
Adventure Series (2004) es la serie de fantasía más descarada de Moffatt que utiliza fondos, trajes y modelos pintados (incluida la propia artista) para representar una telenovela como un drama de médicos, enfermeras y pilotos en un entorno tropical. Under The Sign of Scorpio (2005) es una serie de 40 imágenes en las que la artista asume la personalidad de mujeres famosas nacidas, como la artista, bajo el signo zodiacal de Escorpio. La serie reitera los intereses continuos del artista en la celebridad, personajes alternativos y realidades construidas. La serie Portraits de 2007 de Moffatt explora la idea de 'celebridad' entre las personas de su círculo social inmediato (miembros de la familia, compañeros artistas, su marchante) a través de representaciones 'glamorizadas' de sus rostros utilizando tecnología informática,
En 2008, Moffatt celebró su "primera exposición sustancial hasta la fecha"  en Dia Art Foundation en los Estados Unidos, con la serie de fotografías Up in the Sky (1997).

## Cine y trabajos de vídeo
El trabajo de Moffatt de imágenes en movimiento abarca el cine y vídeo, incluidos cortometrajes, vídeo experimental y un largometraje. Los cortometrajes confían en las características de género estilísticas dl cine experimental normalmente no incluyendo escenarios narrativos realistas, a menudo imagen y sonido escenifica una repetición de su trabajo de fotografía fija. Trabajos tempranos como Nice Coloured Girls and Night Cries también usa el sonido mezclado en los encuadres y el uso de dispositivos de cine experimentales como registros de campo del audio y tonos bajos para proporcionar una atmósfera. Sus trabajos de cortos de vídeo como Artist (2000) utiliza la metodología de tomar imágenes de fuentes preexistentes y re-editándoles con comentarios irónicos en el materiales Artist por ejemplo, proporciona un comentario del cliché del artista en el cine de Hollywood, y su Doomed (2007) – hecho en colaboración con el artista Gary Hillberg – consta de una colección de escenas de destrucción en películas de desastres. Su largometraje Bedevil es un trío de narrativas alrededor de espíritus.

### Night Cries: A Rural Tragedy (1989)
Principalmente preocupada con una serie de viñetas casi estáticas, Night Cries reitera muchos de los motivos visuales de su fotografía. Su obra The pioner fue seleccionada en la sección oficial del Festival de Cannes en 1990.
Además, en la película los Night Cries Moffatt recuerda la historia del pasado colonial de personas Aborígenes, las conexiones entre personas aborígenes y sus colonizadores. En la película hay una tensión clara y sentimientos mixtos entre los caracteres, uno siendo la mujer blanca y la otra una mujer aborigen, quiénes juegan hija y madre adoptivas.
Esta película de Moffatt usa los diferentes aspectos de colonización de personas aborígenes para ilustrar el daño y los acontecimientos perjudiciales que tuvieron lugar. Esta película está utilizada como voz para mostrar y recordar a los espectadores la historia colonial pasada.

## Filmografía, selección
- Guniwaya Ngigu (1982) (documental)
- Nice Coloured Girls (1987)
- Watch Out (1987)
- A Change of Face (1988)
- Night Cries: A Rural Tragedy (1989/1990)
- Bedevil (1993)
- My Island Home (video musical) (1995)
- Heaven (2007)
- Lip (1999)
- Artist (2000)
- Doomed (2007)
- Revolution (2008)
- Mother (2009)
- Other (2010)
- The Art (2015)
- Vigil (2016)
- The White Ghosts Sailed In (2016)